# Graisse (mécanique)
Pour les articles homonymes, voir graisse.
 (mars 2019).
Si vous disposez d'ouvrages ou d'articles de référence ou si vous connaissez des sites web de qualité traitant du thème abordé ici, merci de compléter l'article en donnant les références utiles à sa vérifiabilité et en les liant à la section « Notes et références ».

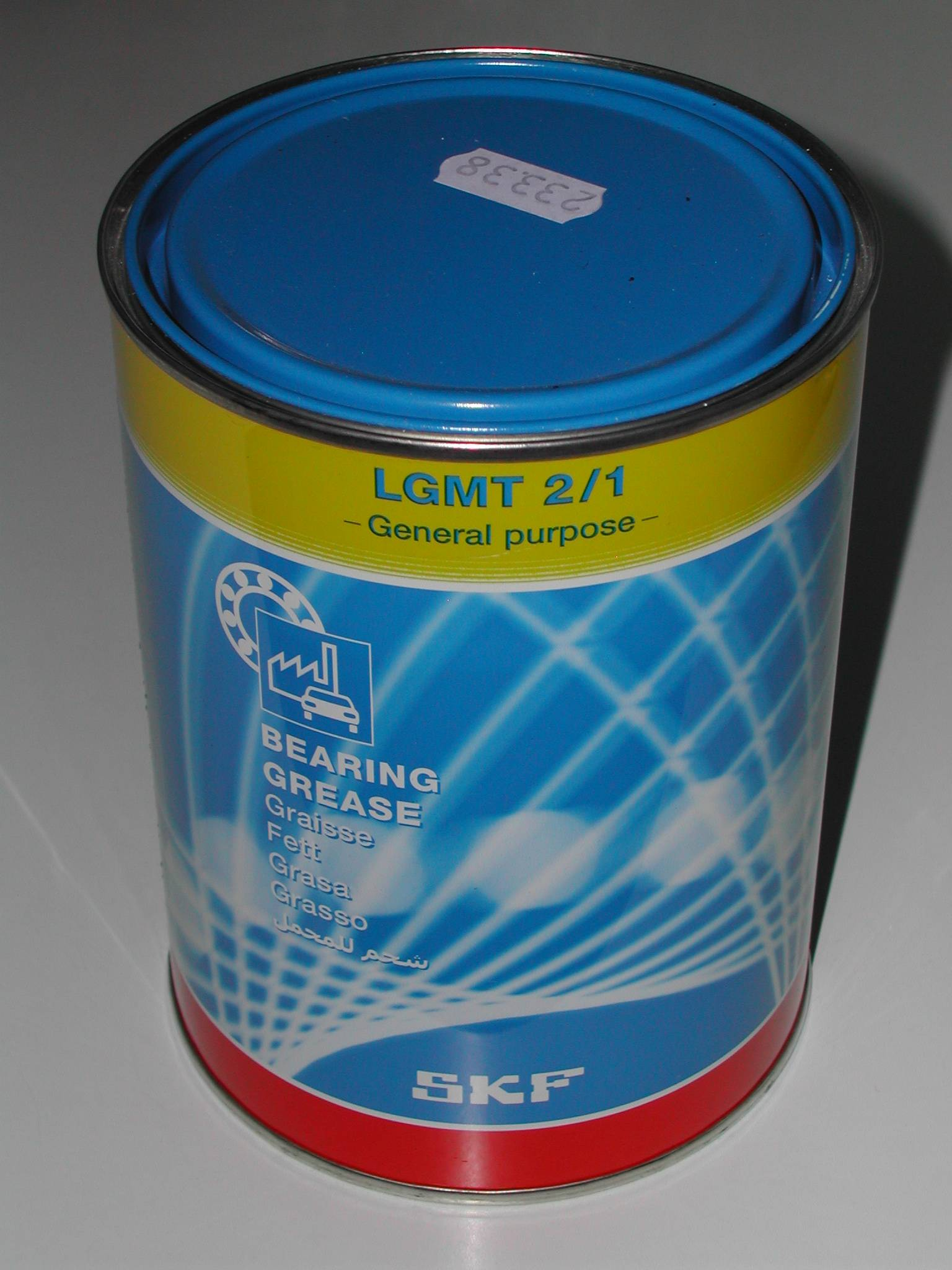
Pot de graisse multi-usage.

En mécanique, une graisse est un produit pâteux plus ou moins consistant utilisé comme lubrifiant. Les graisses forment une pellicule qui diminue le frottement et favorise le glissement.

## Caractéristiques
La graisse est un composé semi-solide. Alors qu'une huile sera généralement liquide, la graisse conserve sa forme sans nécessairement suivre celle de son contenant.
En raison de sa viscosité élevée par rapport à l'huile, la graisse est utilisée pour lubrifier des pièces de machines, d'outils, ou d'équipements soumis : 
- à une charge élevée ;
- à une température élevée alors qu'une huile s'évaporerait ;
- à des déplacements réduits ou lents.

La graisse est aussi préconisée quand l'huile a une réaction corrosive vis-à-vis du matériau, comme le caoutchouc. C'est pourquoi elle est d'usage courant dans de nombreux laboratoires.

## Histoire
L'usage de graisses animales et/ou de pétrole date au moins de la Haute Antiquité (pour les moyeux de chars et chariots par exemple après l'invention de la roue). Les graisses modernes dérivent de mélanges de produits pétroliers et savon, apparus puis améliorés par des additifs (minéraux et/ou organométalliques) au début du XXe siècle ; quand le pétrole est devenu largement disponible et qu'on a su le distiller sous basse pression.

## Normes et Standards

### Normes DIN (Deutsches Institut für Normung)
- DIN 51825 : Cette norme établit un système de classification pour les graisses à base de leur application, consistance, épaississant et type d'huile. Elle définit le marquage des graisses pour roulements à billes et paliers lisses, par exemple KP2K-20, où :
  - K indique l'utilisation dans les roulements à billes et paliers lisses,
  - P pour les propriétés haute pression (additifs EP),
  - 2 représente la classe NLGI,
  - K la classe de température d'utilisation (ici -20 °C à +120 °C),
  - -20 la limite inférieure de température d'utilisation.
- DIN 51807 : Détermine la résistance à l'eau des graisses lubrifiantes sous charge statique.
- DIN 51821 : Définit les méthodes pour déterminer la durée de vie des graisses dans les roulements à billes à haute température (test FE9).

### Classification NLGI (National Lubricating Grease Institute)
La consistance des graisses est définie par la norme NLGI, qui utilise une échelle allant de 000 (extrêmement molle) à 6 (très ferme). La classification NLGI repose sur la mesure de la pénétration d'un cône dans la graisse à une température de 25 °C, conformément aux méthodes des normes ASTM D217 et DIN ISO 2137. Cette classification joue un rôle crucial dans le choix du bon type de graisse, en fonction des besoins spécifiques en matière de pompabilité et de conditions de température d'utilisation.

### Normes ISO (Organisation internationale de normalisation)
- ISO 12924 : Cette norme classe les graisses lubrifiantes en fonction du type d'épaississant, d'huile de base et de performance. Elle utilise un système de marquage similaire à DIN 51825, mais standardisé à l'échelle internationale.
- ISO 6743-9 : Traite de la classification des lubrifiants (graisses) et établit une nomenclature.

## Différentes constitutions
Les graisses sont de deux familles. Dans la première, elles peuvent être fabriquées à partir de savons métalliques (ex. : 12-hydroxystéarate de lithium (en)) dispersés dans une huile minérale ou synthétique. Les molécules de savon constituent un réseau qu'on peut assimiler à une éponge emprisonnant l'huile lubrifiante. Dans la seconde, on va épaissir une huile en y incorporant des composés d'origine minérale (bentonite, silice hydrophobe…) ou synthétique (PTFE…). Ces dernières graisses sont dites « infusibles » car elles ne fondent pas à haute température, contrairement à celles à base de savons métalliques dont les points de fusion (point de goutte) dépendent de la nature des savons (ex. : lithium : environ 180 °C, calcium : environ 90 °C, savons complexes : 290 °C).

### Utilisations
Les graisses à base de savon de calcium serviront à des usages banals ou en présence d'eau. Les graisses à base de savon d'aluminium ont été utilisées pour des transmissions de puissance (cardans). Les graisses à base de savons de lithium sont utilisées pour la lubrification des roulements à billes. Les graisses à savons complexes de lithium ou de calcium et les graisses infusibles s'utilisent pour la lubrification des roulements fonctionnant à haute température. Utilisations non exhaustives.

### Performances
Les performances des graisses seront directement liées à celles des huiles utilisées pour les produire. Une graisse au lithium fabriquée avec des huiles de faible viscosité conviendra à des roulements tournant à haute vitesse (ex. : roulements à aiguilles), une graisse fabriquée avec des huiles visqueuses trouvera son utilisation sur des organes à faible vitesse et charge importante (roulements industriels).  Les graisses seront améliorées par des additifs, d'origine minérale (lubrifiants solides) ou synthétique, qui les protègent contre l'oxydation ou qui augmentent leurs capacités de résistance à l'usure (anti-usure) ou à la pression (extrême pression). Dans certaines graisses pour l'aviation, notamment, on fabriquera des graisses synthétiques à base d'esters organiques, qui autoriseront des plages de températures d'utilisation extrêmes (ex. : −54 à +427 °C).

### Compatibilité entre graisses
Tous les types de graisses ne sont pas compatibles entre eux,. Lorsque des graisses incompatibles sont mélangées, le savon et l'huile se séparent.

### Graisses de synthèse

#### Graisse aucuivre
C’est un mélange organo-métallique de haute technologie conçu pour la lubrification en milieu corrosif d’organes soumis à de fortes pressions et très hautes températures (−20 à +1 270 °C). Convient pour tous assemblages vissés ou boulonnés, en assurant l’étanchéité et le démontage sans risque de grippage. Convient pour les organes soumis aux hautes températures et à la corrosion en atmosphère normale ou marine (dispositifs de freinage).

#### Graisse d'aluminium
Composée de graisse à base de poudre d’aluminium, de solvant isoparaffinique, pour une lubrification à très haute température, anti-grippant, anti-friction, anti-corrosion, résistant aux fortes pressions et à la vapeur d’eau. Facilite le montage et démontage des ensembles visés (boulons, échappement, organes moteurs, chaudières, robinetterie, etc.), tout en assurant l’étanchéité et une température maximum d’utilisation de −30 à +800 °C.

#### Graisse de silicone
Conditionnée le plus souvent sous forme d’aérosols. Produit employé pour la lubrification et la protection contre l’humidité des pièces en métal, bois, plastique. Permet aussi d'améliorer l'étanchéité de certains joints sans les endommager (joints communément en polyuréthane). Supporte des températures allant de −50 à +250 °C. Translucide, cette graisse ne coule pas et évite les dépôts de calcaire sur le mécanisme après application.

#### Graisse au lithium
D'origine minérale, épaissie au lithium. Elle est indiquée pour tous types de moyeux, paliers, galets, engrenages, charnières. Utilisée également en automobile pour les roulements et les articulations. Grâce à ses propriétés anticorrosion elle est adaptée aux conditions extérieures. Plages de températures d'utilisation : de −20 à +140 °C.

#### Graisse de marine
Graisse spéciale marine, insoluble même à l’eau bouillante. Bonnes performances à hautes températures et en présence de poussières ou d’impuretés. Utilisée pour la protection des organes mécaniques des navires exposés à l’air ambiant.

#### Graisse graphitée
La graisse graphitée est recommandée pour la lubrification sèche (particules de graphite) et l’étanchéité des systèmes soumis à de très fortes charges et des températures de −180 à +550 °C.

#### Graisse téflonisée
Graisse très fortement chargée en polytétrafluoroéthylène (PTFE), plus connue sous le nom commercial de Téflon, elle permet des lubrifications haute résistance et peut être utilisée comme pâte à joint. Cette graisse dépose un film durable composé de particules microscopiques qui agissent comme de minuscules roulements et supporte des pointes de température jusqu’à +300 °C.

### Autres graisses

#### Graisse à traire
À base d'huile minérale raffinée, elle est employée pour enduire les pis des vaches avant la traite. En utilisation détournée, elle est employée comme soin de peau, particulièrement comme crème de bronzage, malgré le fait qu'elle ne filtre pas les rayons ultraviolets, contrairement à une crème solaire classique.

#### Graisse contact alimentaire
Composée d’huile de vaseline, d’acides gras, d’oxyde de zinc, de savon et solvant pétrolier (moins de 0,005 %), la graisse contact alimentaire répond aux exigences des normes de l’hygiène alimentaire. Elle est utilisée pour la pulvérisation sur les mécanismes des machines de fabrication de produits alimentaires.

#### Vaseline
« Gelée de pétrole » portant le nom de la marque inventée en 1872. Très répandue et utilisée dans diverses entreprises (bâtiment, transport, fonderie, mécanique, etc.), dans les milieux médicaux comme chez les particuliers pour la protection et le graissage de petits matériels : cosses de batterie, armes à feu, serrures, charnières, machine à coudre, petites mécaniques, etc.

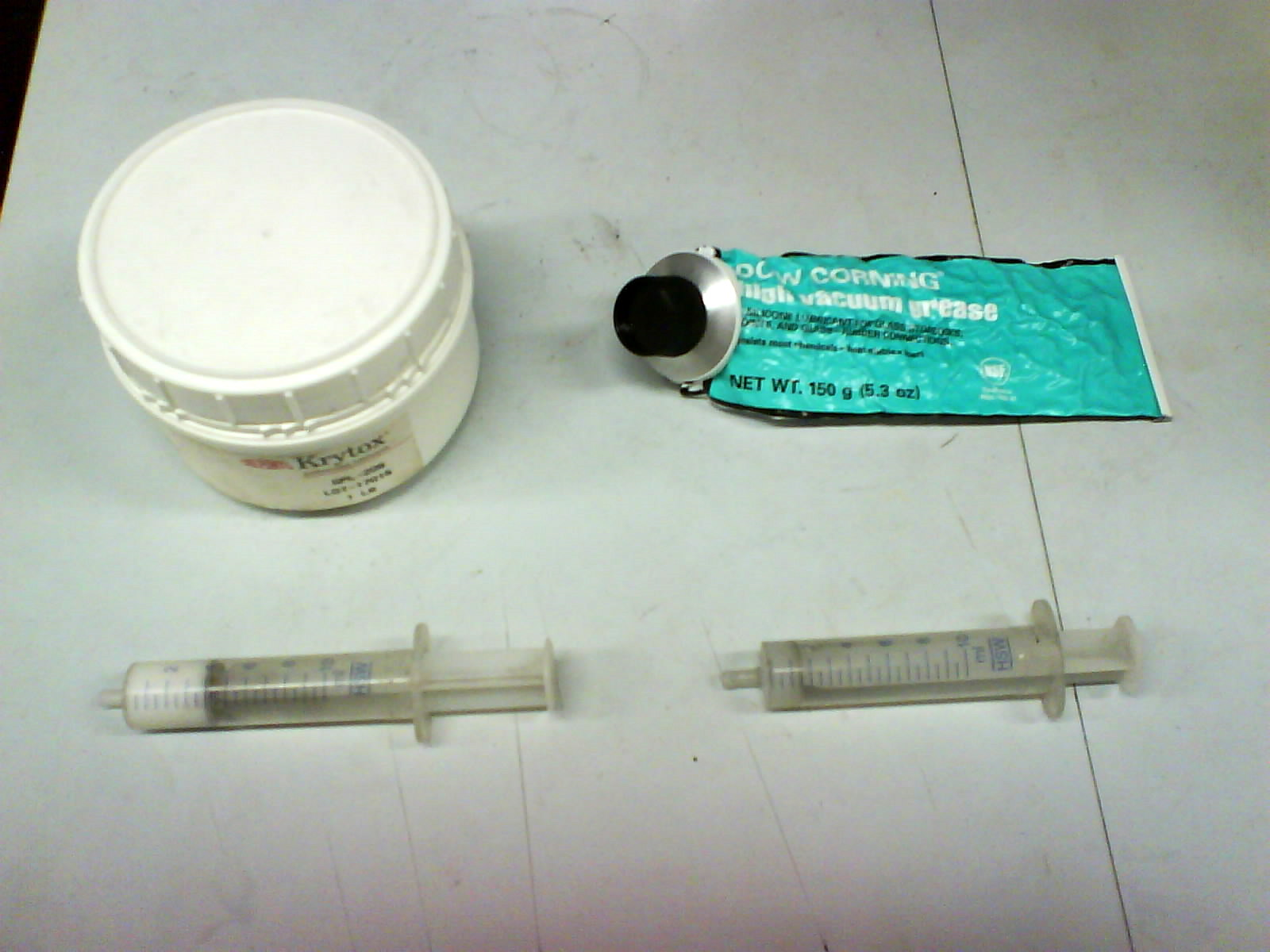
Graisses de laboratoire. Gauche : graisse fluoroéther Krytox ; droite : graisse silicone Dow Corning.

La vaseline est la substance utilisée généralement pour lubrifier les cols de récipients de verrerie de laboratoire.

Cependant, dans les laboratoires de biologie moléculaire, des types de graisse particuliers doivent être employés pour les joints d'étanchéité afin d'éviter toute contamination des expériences en cours.
Comme tout équipement chimique d'un montage, les réfrigérants sont des verreries rodées et il est souvent nécessaire de déposer une fine pellicule de graisse (vaseline) pour encastrer les différents éléments entre eux. Cependant, l'utilisation de manchons en Téflon permet de sortir le milieu réactionnel du réacteur sans entraîner la graisse.

## Analyse
La graisse est un lubrifiant au contact des couples d’usure et contient des informations précieuses sur l’état de santé des pièces mécaniques en contact. Dans le cadre des opérations de maintenance préventive des équipements, contrôler les graisses par des analyses en laboratoire permet de : vérifier la contamination solide et liquide (polluants de type poussière, eau…), détecter la présence d’éléments métalliques et déterminer un niveau d’usure de l’organe lubrifié (cage ou piste de roulement, dentures, paliers, etc.), vérifier ses caractéristiques physico-chimiques et sa consistance, vérifier son comportement vis-à-vis de l’eau, de la température, etc., ou encore confirmer des anomalies de fonctionnement (bruits, échauffements…).
Surveiller l’état de la graisse permet de prévenir une éventuelle dégradation afin d’éviter des arrêts non planifiés sur les équipements en cours de fonctionnement. Plusieurs causes peuvent être à l’origine de cette dégradation, comme la température, la pression, la charge.
Par exemple, sur un réducteur difficile d’accès, un simple prélèvement de graisse adressé à un laboratoire d’analyse permettra de déterminer aisément l’état physico-chimique du lubrifiant et de vérifier l’usure mécanique de l’organe lubrifié. Ceci afin d’éviter un changement en urgence pouvant engendrer des couts de maintenance élevés par la mise en œuvre d’un remplacement.
De même, si un durcissement de la graisse est observé sur un équipement, cela peut signifier que la graisse a perdu une partie de son pouvoir lubrifiant (huile qui la compose) à la suite par exemple d'un fonctionnement mécanique, à des rotations élevées, à des incompatibilités.
Une perte de consistance peut quant à elle révéler une dégradation liée à un excès de température, un mélange avec une graisse incompatible…
L’analyse en laboratoire permettra de déterminer les causes de la dégradation. Quant à la mise en place d’un suivi régulier par analyse, cela permettra d’anticiper toute anomalie pour éviter le dysfonctionnement ou la panne machine.